# Sha (Musiker)

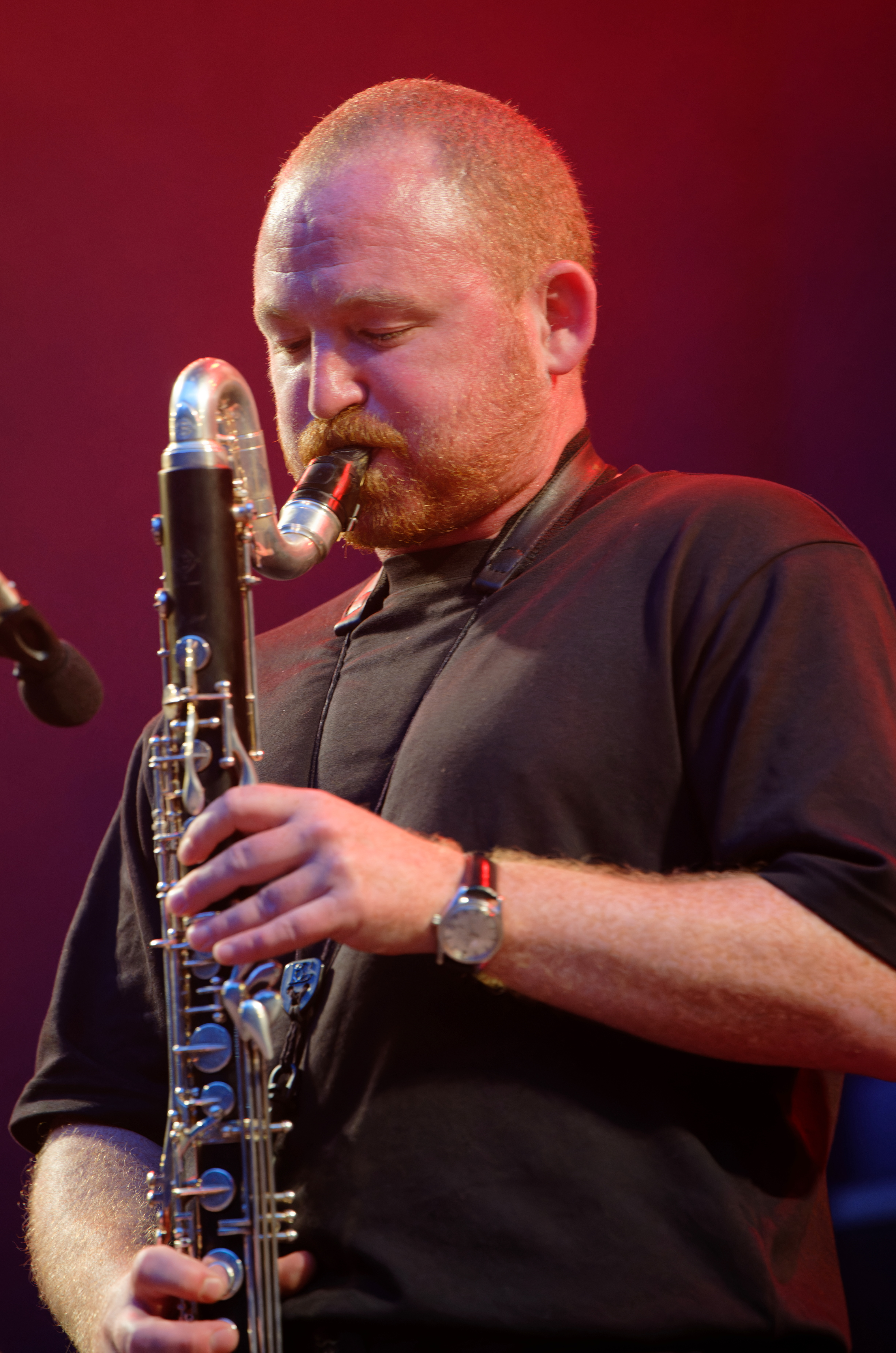
Sha mit Nik Bärtsch’s Ronin im Palmengarten Frankfurt am 3. August 2023

Sha (* 1983 in Bern als Stefan Haslebacher) ist ein Schweizer Jazzmusiker (Saxophone, Bass- und Kontrabassklarinette, Komposition).

## Leben und Wirken
Sha erhielt zunächst Unterricht durch Don Li und studierte seit 2005 an der Musikhochschule Luzern; nach dem Bachelor vertiefte er dort in zwei Masterstudiengängen. Seit 2003 gehörte er Nik Bärtschs Ronin an; mit dieser Gruppe war er mehrfach international auf Tournee und veröffentlichte fünf Alben. Auch trat er mit Bärtsch im Duo auf und ist Mitglied von dessen Band Mobile  (Continuum 2016). 2007 gründete er zudem sein eigenes Projekt Sha’s Banryu, mit dem er zwei Alben vorlegte. Er ist auch auf Alben von Mik Keusen zu hören.
Mit seiner Gruppe Sha’s Banryu war er 2008/2009 der Zweitplatzierte beim ZKB Jazzpreis. 2009 erhielt er den Tanzmusikkompositions-Förderpreis von Pro Helvetia, 2010 den Förderpreis der Axelle und Max Koch Stiftung.

## Diskographische Hinweise
- Sha’s Banryu Chessboxing Volume One (2008, mit Isa Wiss, Mik Keusen, Thomas Tavano, Julian Sartorius)
- Sha’s Feckel Greatest Hits (2012, mit Urs Müller, Lionel Gafner, Kaspar Rast)
- Sha’s Feckel Feckel For Lovers (2016, mit Urs Müller, Lionel Gafner, Kaspar Rast)